# Medova, Kozova
Medova (în ucraineană Медова) este un sat în comuna Budîliv din raionul Kozova, regiunea Ternopil, Ucraina.

## Demografie
Componența lingvistică a localității Medova
     Ucraineană (100%)
Conform recensământului din 2001, toată populația localității Medova era vorbitoare de ucraineană (100%).